# ألبرتو مورينو (سياسي)
ألبرتو مورينو (بالإسبانية: Alberto Moreno)‏ هو سياسي بيروفي، ولد في 31 مايو 1941. حزبياً، نشط في الحزب الشيوعي البيروفي - الوطن الأحمر.